# Cottus tenuis
Cottus tenuis је зракоперка из реда Scorpaeniformes и породице пешева (Cottidae). 

## Распрострањење
Ареал врсте је ограничен на једну државу. Сједињене Америчке Државе су једино познато природно станиште врсте.

## Станиште
Станиште врсте су слатководна подручја.

## Угроженост
Подаци о распрострањености ове врсте су недовољни.